# Fire of Unknown Origin
Fire of Unknown Origin is het achtste studioalbum van de Amerikaanse rockband Blue Öyster Cult, uitgebracht in juni 1981 door Columbia Records en geproduceerd door Deep Purple-producer Martin Birch. Het album bevat Blue Öyster Cult's op een na succesvolste single, Burnin' for You (na (Don't Fear) The Reaper), en een nummer dat de soundtrack haalde van de animatiefilm Heavy Metal uit 1981, Veteran of the Psychic Wars.

## Beschrijving
Vele nummers van de band kunnen omschreven worden als Heavy Metal met eigenzinnige of humoristische elementen. Het bekendste voorbeeld hiervan is Godzilla van het album Spectres, maar ook Fire of Unknown Origin heeft heel wat gelijkaardige nummers. Het titelnummer, bijvoorbeeld, of Joan Crawford, over de gelijknamige actrice die uit de doden zou opstaan. Enkele andere nummers waren bedoeld om gebruikt te worden in de sciencefiction-animatiefilm Heavy Metal, een filmcompilatie van enkele verhalen uit de Amerikaanse uitgave van het Franse magazine Métal hurlant. Vengeance (the Pact) was bijvoorbeeld bedoeld voor de film, maar uiteindelijk werd enkel Veteran of the Psychic Wars uitgekozen, een nummer dat niet bedoeld was voor inclusie in de film.
Enkele nummers kwamen tot stand in samenwerking met opmerkelijke tekstschrijvers. De liedjestekst van het nummer Fire of Unknown Origin werd geschreven door Amerikaanse singer-songwriter en dichteres Patti Smith. De tekst voor Veteran of the Psychic Wars werd geschreven door Britse schrijver en redacteur van sciencefiction en fantasy Michael Moorcock. Het nummer gaat over de eeuwige kampioen (Eng.: Eternal Champion), een personage in het universum van Melniboné. Veteran staat in het centrum van de Heavy Metal-film. Volgens Jason Heller zijn "de drums tribaal, gonzen de synthesizers als toverspreuken, en is het gitaarspel minimaal, toegepast met ritualistische precisie."

## Nummers
| Nr. | Titel                             | Leadzang | Duur |
| --- | --------------------------------- | -------- | ---- |
| 1.  | Fire of Unknown Origin            | Bloom    | 4:09 |
| 2.  | Burnin' for You                   | Roeser   | 4:29 |
| 3.  | Veteran of the Psychic Wars       | Bloom    | 4:48 |
| 4.  | Sole Survivor                     | Bloom    | 4:04 |
| 5.  | Heavy Metal: The Black and Silver | Bloom    | 3:16 |

| Nr. | Titel                | Leadzang    | Duur |
| --- | -------------------- | ----------- | ---- |
| 6.  | Vengeance (The Pact) | J. Bouchard | 4:41 |
| 7.  | After Dark           | Bloom       | 4:25 |
| 8.  | Joan Crawford        | Bloom       | 4:55 |
| 9.  | Don't Turn Your Back | Roeser      | 4:07 |

## Muzikanten

### Blue Öyster Cult
- Eric Bloom – zang, gitaar, basgitaar (nummer 5)
- Donald "Buck Dharma" Roeser – leadgitaar, zang, percussie (nummer 3), basgitaar en geluidseffecten (nummer 8)
- Allen Lanier – keyboards
- Joe Bouchard – basgitaar, zang
- Albert Bouchard – drums, synthesizer, zang

### Andere muzikanten
- Karla DeVito – achtergrondzang (nummer 4)
- Sandy Jean – achtergrondzang (nummer 9)
- Bill Civitella, Tony Cedrone – percussie (nummer 3)
- Jesse Levy – strijkersarrangementen (nummers 3 en 8)